# Club Coronel Bolognesi
Maillots
Dernière mise à jour : 12 février 2023.
Le Club Coronel Bolognesi est un club péruvien de football basé à Tacna, à l'extrême sud du Pérou.

## Histoire
Le 18 octobre 1929, peu de temps après la restitution de la province de Tacna au Pérou, des notables locaux créent le Club Deportivo Coronel Bolognesi. Celui-ci est nommé ainsi en hommage au héros péruvien de la guerre du Pacifique, Francisco Bolognesi, qui défendit en vain avec ses hommes la ville (à l'époque péruvienne) d'Arica.
En 1976, le CD Coronel Bolognesi s'adjuge la Copa Perú. Grâce à celle-ci, et pour la première fois, un club de Tacna intègre le football professionnel péruvien en accédant à la 1re division. Après 15 saisons au sein de l'élite, en 1991, le club est relégué et perd son statut professionnel. Revenu dans sa ligue régionale d'origine à partir de l'année suivante, le CD Coronel Bolognesi connaît une longue période d'échecs avant de retrouver l'élite, même si l'accession en D1 est proche à trois occasions. En effet, en 1996, le club termine à la troisième place de la poule finale de la Copa Perú. Puis, en 1998, le Bolo perd sur tapis vert la montée en D1, à cause d'une bagarre déclenchée lors de la finale retour de la Copa Perú. Enfin, en 2000, le club échoue encore une fois lors de la finale dudit tournoi.
Précédemment, en 1998, est créé le Club Sport Bolito pour les équipes de jeunes du club. L'idée est de renforcer l'identité "tacneña" au sein de l'équipe première, en formant des jeunes de la région puis en les intégrant à l'équipe fanion. Celui-ci dispute le championnat régional de Tacna. Gravissant rapidement les échelons (troisième division de district en 1998, seconde en 1999 et première en 2000), Elena Martorell, sœur du président Fernando Martorell, décide de renforcer le Sport Bolito afin de participer à la Copa Perú. À la surprise générale, celui-ci bat le CD Coronel Bolognesi dans la phase régionale de la Copa Perú 2001 puis s'impose lors de la finale nationale, obtenant ainsi le droit d'accéder à l'élite professionnelle. Lors de son ascension en D1, le Sport Bolito est rebaptisé Bolognesi Fútbol Club et la présidence en est confiée à Fernando Martorell. Le CD Coronel Bolognesi devenant cette fois-ci le club filial.
En 2004, le Bolognesi FC change à nouveau de nom et devient Coronel Bolognesi Fútbol Club. Il participe pour la première fois à une compétition sud-américaine, la Copa Sudamericana, compétition qu'il retrouvera en 2006 et 2007. Lors du tournoi de clôture du championnat 2007, le club doit lutter pour ne pas être relégué, après avoir terminé le tournoi d'ouverture à la 12e et dernière place. Contre toute attente, il remporte ledit tournoi de clôture, et devient vice-champion du Pérou. Cette performance lui permet de participer pour la première fois à la Copa Libertadores 2008, tournoi où il est rapidement éliminé. L'année 2008 s'avère d'ailleurs décevante puisque le Bolo évite de justesse la relégation (pour seulement deux points). La saison 2009 lui est en revanche fatale puisqu'il finit par être relégué à trois journées de la fin.
En 2013, après trois saisons passées en 2e division dans une relative médiocrité, le Coronel Bolognesi FC en est exclu en raison de dettes puis disparaît. Il réaparaît à l'echelon inférieur, en Copa Perú, en reprenant son ancien nom de CD Coronel Bolognesi.

## Résultats sportifs

### Palmarès
| Compétitions nationales | Compétitions régionales |
| - Championnat du Pérou - Vice-champion : 2007. - Tournoi de clôture (1) : - Vainqueur : 2007. - Copa Perú (2) : - Vainqueur : 1976 et 2001. - Finaliste : 1998 et 2000. | - Championnat du Sud (2) : - Vainqueur : 1985 et 1987. - Ligue de la région de Tacna (21) : - Vainqueur : 1966, 1967, 1970, 1971, 1972, 1973, 1975, 1976, 1993, 1994, 1995, 1996, 1997, 1999, 2000, 2001, 2013, 2015, 2016, 2017 et 2019. |

### Bilan et records
- Saisons au sein du championnat du Pérou : 23 (1977-1991 / 2002-2009).
- Saisons au sein du championnat du Pérou D2 : 3 (2010-2012).
- Participations en compétitions internationales : 4 
  - Copa Libertadores 2008.
  - Copa Sudamericana 2004, 2006 et 2007.

## Structures du club

### Stade
Ce stade est bâti en 1954 sous le nom de Estadio Modelo de Tacna. Il est reconstruit pour la Copa America 2004 et sa capacité est alors portée à 25 000 places. À cette occasion, il est rebaptisé Estadio Jorge Basadre, en hommage à Jorge Basadre, célèbre historien péruvien natif de Tacna.

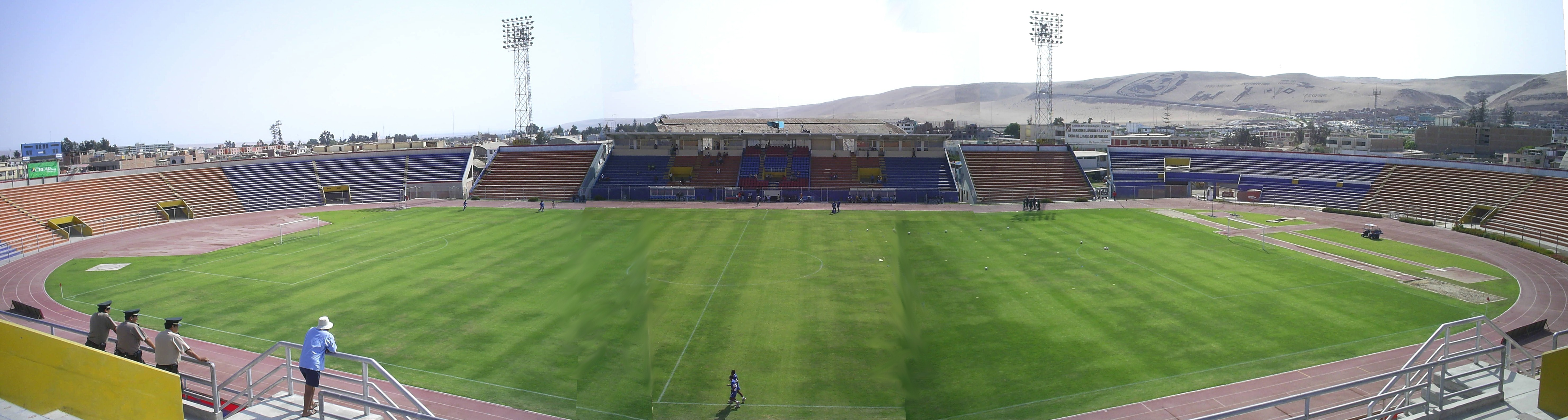
Stade Jorge Basadre de Tacna.

## Personnalités historiques du Club Coronel Bolognesi

### Joueurs

#### Grands noms
- Paul Cominges
- Roberto Demus (en)
- Johan Fano
- Miguel Mostto
- Diego Penny
- Luis Ramírez
- Junior Ross
- Masakatsu Sawa
- José Luis Vásquez (en)

#### Effectif actuel (2023)
Source consultée : www.diariocorreo.pe.
| N° | Nat.             | Poste | Nom du joueur                 |
| -- | ---------------- | ----- | ----------------------------- |
|    |                  | G     | Juan Urueña Yufra             |
|    | Drapeau du Pérou | G     | Leandro Vílchez Andrade       |
|    |                  | D     | Julio Larico Vilca            |
|    |                  | D     | Marcelo Machaca Paredes       |
|    | Drapeau du Pérou | D     | Raulinho Panta Cotito         |
|    | Drapeau du Pérou | M     | Oscar Villalobos Parodi       |
|    |                  | M     | Cristhian Rodríguez Velásquez |
|    |                  | M     | Luis Quintanilla Maldonado    |
|    | Drapeau du Pérou | M     | Christian Alayza Calcina      |
|    | Drapeau du Pérou | M     | Hernán Gutiérrez Panduro      |

| No. | Nat.             | Position | Nom du joueur              |
| --- | ---------------- | -------- | -------------------------- |
|     | Drapeau du Pérou | M        | Luis Magallanes Broggi     |
|     | Drapeau du Pérou | M        | Bruno Pajuelo Liendo       |
|     | Drapeau du Pérou | A        | Saúl Reyes Ramos           |
|     |                  | A        | Manuel Rojas Ramírez       |
|     |                  |          | Yordinho Cahuana Guillermo |
|     |                  |          | Kevin Flores Berríos       |
|     |                  |          | Hugo Flores Ramírez        |
|     |                  |          | Gino Llerena Reynoso       |
|     |                  |          | Piero Tejada Cárdenas      |

### Entraîneurs

#### Entraîneurs marquants
- Luis Roth, vainqueur de la Copa Perú en 1976[15].
- José Carlos Amaral, finaliste de la Copa Perú en 1998[16].
- Alberto Gallardo, finaliste de la Copa Perú en 2000[16].
- Italo Herrera Calderón, vainqueur de la Copa Perú en 2001 avec le Sport Bolito[7].
- Juan Reynoso, vainqueur du tournoi de clôture 2007 et vice-champion du Pérou la même année[8].

#### Liste des entraîneurs
- Luis Roth (1976-1978)
- Alejandro Heredia (1979)
- Moisés Barack (1981)
- Máximo Carrasco (1982)
- Héctor Berrío (1985)
- Carlos "Tito" Reyna (1987-1988)
- Rafael Castillo Lazón (1989)
- Hernán Ibarra (1993)
- Teddy Cardama (1996-1997)
- Carlos "Tito" Reyna (1997)
- Héctor Berrío (1998)
- José Carlos Amaral (1998)
- Alberto Gallardo (2000)
- Italo Herrera Calderón[17] (2001)
- Roberto di Plácido (2002)
- Sergio Coleoni (2002)
- Roberto Mosquera (2002-2004)
- Jorge Sampaoli (2004-2005)
- Raúl Donsanti (2006)
- Jorge Sampaoli (2006)
- Raúl Marcovich (2007)
- Fredy García Loayza (2007)
- Juan Reynoso (2007-2008)
- Javier Torrente (2008)
- Roberto Mosquera (2008-2009)
- Lisandro Barbarán (2010-2011)
- Orlando Maltese (2012)
- Paul Cominges (2013)
- Flavio Maestri (2014)
- Lisandro Barbarán (2014-2015)
- Matías Tatangelo (2016)
- Jorge Machuca Velásquez (2017)
- Giancarlo Arfinengo (intérim) (2017)
- Juan Vidales (2017)
- Erick Torres (2017)
- Mauro Reyes (2018)
- Giancarlo Arfinengo (2018-2019)
- Pedro Novella (2019)
- José Zevallos Villanueva (2019)
- Marco Sánchez Villena (2019)
- Juan Carlos Malpica (2022)
- Carlos Reyna (2022)
- Aristóteles Ramos (2022)
- Juan Carlos Nieto (2023-)